# Шеник (село)
Шеник (арм. Շենիկ) — село в Армавирской области Армении.

## География
Село расположено в западной части марза, при автодороге , на расстоянии 27 километров к северо-западу от города Армавир, административного центра области. Абсолютная высота — 1125 метров над уровнем моря.
Климат
Климат характеризуется как умеренно континентальный, влажный (Dfa в классификации климатов Кёппена). Среднегодовая температура воздуха составляет 9,8 °C. Средняя температура самого холодного месяца (января) составляет −5,4 °С, самого жаркого месяца (июля) — 23,1 °С. Расчётная многолетняя норма атмосферных осадков — 352 мм. Наибольшее количество осадков выпадает в мае (60 мм).

## Население
| Год переписи | Население          | Население          | Население          | Население            | Население            | Население            |
| Год переписи | Наличное население | Наличное население | Наличное население | Постоянное население | Постоянное население | Постоянное население |
| Год переписи | Всего              | Мужчины            | Женщины            | Всего                | Мужчины              | Женщины              |
| ------------ | ------------------ | ------------------ | ------------------ | -------------------- | -------------------- | -------------------- |
| 2001         | 815                | 416                | 399                | 852                  | 435                  | 417                  |
| 2011         | 826                | 413                | 413                | 975                  | 489                  | 486                  |

| Год  | Численность | Численность |
| ---- | ----------- | ----------- |
| 1981 | 400         | [ 8 ]       |
| 1989 | 854         | [ 8 ]       |
| 2001 | 852         | [ 8 ]       |
| 2011 | 975         | [ 9 ]       |